# 노리 (음식)

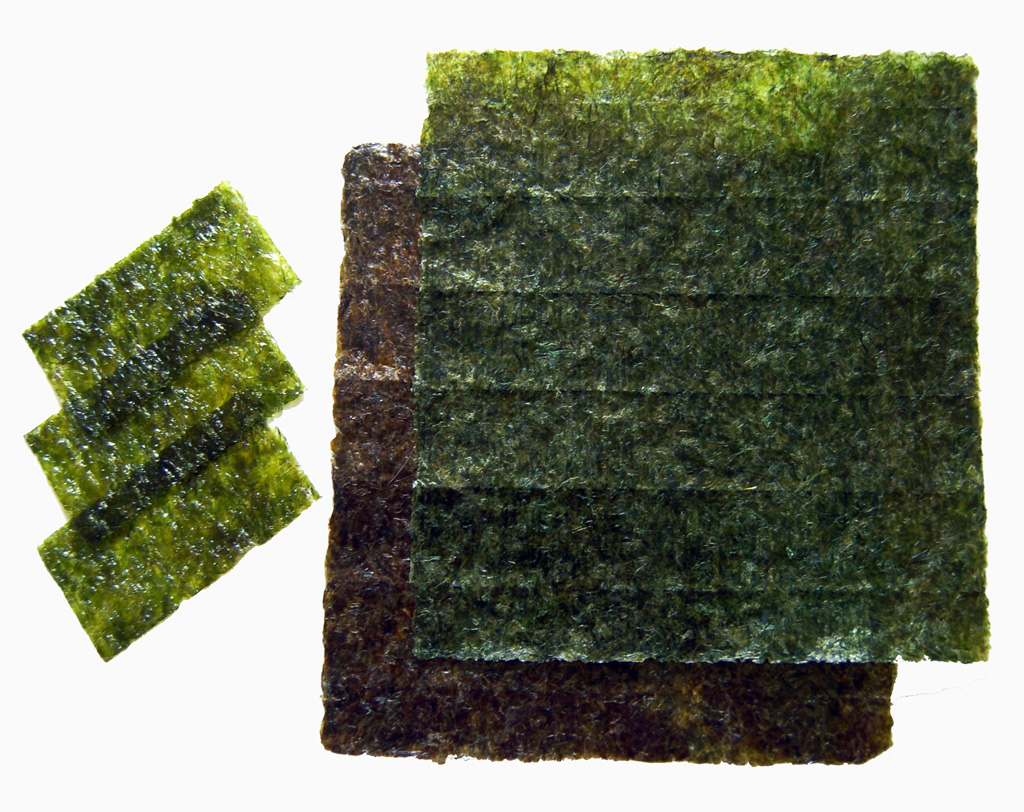
노리

노리(일본어: 海苔)는 한국의 김과 비슷한 음식이다. 일본김(日本-)이라고도 부른다.
가장 흔한 종류로는 일본식으로 가공한 조미김인 아지즈케노리(일본어: 味付け海苔)가 있다.
아지즈케노리는 간장과 설탕을 섞은 소스로 양념을 한 후 건조시켜 만든다. 전지(약 21 cm×19 cm)로 판매되기도 하며, 8절(5 cm×10 cm)와 12절(3.5 cm×10 cm)로 잘라낸 형태를 여러 매로 묶어 세트로 포장되어 판매하는 경우가 많다. 
형태는 한국의 김과 다르게 두께가 조금 두꺼우며 구멍이 없이 빈틈이 없다. 그리고 매우 바삭한 식감을 가진 한국의 김과 다르게 약간 축축하고 질긴 식감을 가지고 있다.
밥에 싸서 반찬으로 먹거나 김밥으로 말아 먹는 한국과 다르게 간식과 술안주용으로 먹기도 하며, 요리의 부재료로 활용하는 경우가 많다. 김의 60% 정도가 삼각김밥, 도시락, 스시 등에 소비된다. 그 외에 김 조각과 다른 조미료와 섞어서 밥에 뿌려서 먹는 후리카케라는 것도 있다.

## 같이 보기
- 김